# Максимова, Анна Павловна
А́нна Па́вловна Максимова (6 февраля 1918, с. Паршиновка, Воронежская губерния — 7 апреля 1988) — советская работница сельского хозяйства. Герой Социалистического Труда (1948).

## Биография
1936—1937 — колхозница колхоза им. К. Е. Ворошилова Верхнехавского района Воронежской области.
1937—1942 — рабочая Воронежской кондитерской фабрики.
1942—1969 — звеньевая совхоза «Михайловский» Панинского района Воронежской области .
С 1978 года на пенсии.
Награждена за высокие показатели урожайности ржи (31,4 центнера с гектара).

## Награды
- медаль «Серп и Молот» Героя Социалистического Труда (18.5.1948)
- орден Ленина (18.5.1948)
- медаль «За доблестный труд в Великой Отечественной войне 1941—1945 гг.»[2]

## Память
5 сентября 2014 года на Аллее Героев в посёлке Панино (Воронежская область) установлен бюст А. П. Максимовой.